# Tsukasa Hosaka
Tsukasa Hosaka (保坂 司 Hosaka Tsukasa?,  3 de marzo de 1937 en Yamanashi - 21 de enero de 2018 en Yamanashi) fue un futbolista japonés que se desempeñaba como guardameta.
Hosaka jugó 19 veces para la selección de fútbol de Japón entre 1960 y 1964. Hosaka fue elegido para integrar la selección nacional de Japón para los Juegos Olímpicos de Verano de 1964.

## Trayectoria

### Clubes
| Club              | País  | Año         |
| ----------------- | ----- | ----------- |
| Furukawa Electric | Japón | 1959 - 1968 |

### Selección nacional
| Selección | País  | Año         |
| --------- | ----- | ----------- |
| Absoluta  | Japón | 1960 - 1964 |

## Estadística de equipo nacional
| Selección de Japón | Selección de Japón | Selección de Japón |
| Año                | Part.              | Goles              |
| ------------------ | ------------------ | ------------------ |
| 1960               | 1                  | 0                  |
| 1961               | 6                  | 0                  |
| 1962               | 6                  | 0                  |
| 1963               | 5                  | 0                  |
| 1964               | 1                  | 0                  |
| Total              | 19                 | 0                  |

## Palmarés

### Títulos nacionales
| Título             | Club              | País  | Año  |
| ------------------ | ----------------- | ----- | ---- |
| Copa del Emperador | Furukawa Electric | Japón | 1960 |
| Copa del Emperador | Furukawa Electric | Japón | 1961 |
| Copa del Emperador | Furukawa Electric | Japón | 1964 |